# 陳慧嫻榮譽及獎項列表
下表列出香港女歌手陳慧嫻歷年獲得的榮譽及獎項。

## 概述
1983年出道的陳慧嫻憑出道作《逝去的諾言》已入選1984年勁歌金曲季選，再憑獨立發展的《玻璃窗的愛》再下一城。1984年贏得港台新人獎。其後的多首歌曲如《花店》、《跳舞街》、《Joe le Taxi》等都先後入選勁歌金曲季選。1988年憑《傻女》取得多個十大獎項，又憑《人生何處不相逢》的熱播而獲得叱咤女歌手銀獎。1989年暫別前夕，憑《千千闋歌》贏得大量獎項，包括叱咤我最喜愛歌曲大獎，又憑《夜機》獲得港台十大。1992年短暫回港作品《紅茶館》再獲港台十大，1995年正式復出憑《飄》獲得叱咤十大，又憑《我寂寞》取得十大獎項。陳慧嫻的歌唱生涯主要獎項皆在她的前期即80年代取得的。

## 獎項

### 1984年
- 無線電視十大勁歌金曲第一季入選歌：《逝去的諾言》
- 無線電視十大勁歌金曲第三季入選歌：《玻璃窗的愛》
- 香港電台十大中文金曲最有前途新人獎
- 第八屆香港金唱片頒獎典禮本地金唱片：《少女雜誌》

### 1985年
- 無線電視十大勁歌金曲第三季入選歌：《花店》
- 第九屆香港金唱片頒獎典禮本地白金唱片：《少女雜誌》
- 第九屆香港金唱片頒獎典禮本地白金唱片：《故事的感覺》

### 1986年
- 無線電視十大勁歌金曲第二季入選歌：《跳舞街》
- 無線電視十大勁歌金曲總選最受歡迎Disco歌曲：《跳舞街》

### 1988年
- 無線電視十大勁歌金曲第一季入選歌：《傻女》
- 無線電視十大勁歌金曲第二季入選歌：《Joe Le Taxi》
- 無線電視十大勁歌金曲第四季入選歌：《人生何處不相逢》
- 無線電視十大勁歌金曲獎：《傻女》
- 香港電台十大中文金曲獎：《傻女》
- 商業電台叱咤樂壇流行榜叱咤樂壇女歌手銀獎
- 第十屆香港金唱片頒獎典禮本地白金唱片：《反叛》
- 第十屆香港金唱片頒獎典禮本地白金唱片：《變、變、變》
- 第十屆香港金唱片頒獎典禮本地白金唱片：《嫻情》

### 1989年
- 無線電視十大勁歌金曲第二季入選歌：《千千闋歌》
- 無線電視十大勁歌金曲第三季入選歌：《夜機》
- 無線電視十大勁歌金曲獎：《千千闋歌》
- 無線電視十大勁歌金曲最佳歌曲監製獎：歐丁玉、陳慧嫻、陳永明（《千千闋歌》）
- 商業電台叱咤樂壇流行榜叱咤樂壇女歌手銅獎
- 商業電台叱咤樂壇我最喜愛的歌曲大獎：《千千闋歌》（2,715票）
- 香港電台十大中文金曲獎：《千千闋歌》
- 香港電台十大中文金曲獎：《夜機》
- 香港電台十大中文金曲IFPI大奬
- 香港電台十大中文金曲全年銷量冠軍大獎
- 香港電台十大中文金曲最佳唱片監製奬：《永遠是你的朋友》
- 第十一屆香港金唱片頒獎典禮本地金唱片：《Remix+精選》
- 第十一屆香港金唱片頒獎典禮本地白金唱片：《秋色》

### 1990年
- 第十二屆香港金唱片頒獎典禮本地白金唱片：《永遠是你的朋友》
- 第十二屆香港金唱片頒獎典禮本地白金唱片：《幾時再見演唱會》

### 1992年
- 無線電視十大勁歌金曲第二季入選歌：《紅茶館》
- 香港電台十大中文金曲獎：《紅茶館》

### 1995年
- 無線電視十大勁歌金曲第一季入選歌：《戀戀風塵》
- 無線電視十大勁歌金曲第二季入選歌：《留戀》
- 無線電視十大勁歌金曲第四季入選歌：《我寂寞》
- 香港電台十大中文金曲獎：《我寂寞》
- 無線電視十大勁歌金曲獎：《我寂寞》
- 商業電台叱咤樂壇流行榜「專業推介·叱咤十大」歌曲獎：《飄》
- 香港電台十大中文金曲十大優秀流行歌手獎

### 1996年
- 無線電視十大勁歌金曲第一季入選歌：《心滿意足》
- 無線電視十大勁歌金曲第四季入選歌：《奇妙旅程》
- 無線電視十大勁歌金曲獎：《奇妙旅程》
- 無線電視十大勁歌金曲最受歡迎女歌星票選五強 (其餘為王菲、李蕙敏、彭羚、鄭秀文)
- 新城電台勁爆情歌獎：《奇妙旅程》
- 香港電台十大中文金曲十大優秀流行歌手獎

### 1999年
- 無線電視十大勁歌金曲第一季入選歌：《正是愛》

### 2003年
- 無線電視十大勁歌金曲第三季入選歌：《明日有明天》
- 無線電視十大勁歌金曲第三季季選最受歡迎合唱歌曲獎：《拈花惹草》（陳慧嫻、關心妍）

### 2007年
- 第七屆華語音樂傳媒大賞：殿堂歌手獎
- 第七屆華語音樂傳媒大賞樂壇：至尊經典歌曲獎《千千闋歌》
- RoadShow至尊音樂頒獎禮2007：殿堂金曲獎《千千闋歌》
- 2007年度新城勁爆頒獎禮：新城勁爆金心大獎

### 2008年
- 《9+2音樂先鋒榜》「樂壇貢獻」獎
- 第五屆《勁歌王》全球華人樂壇年度總選頒獎典禮：至尊歌手獎
- 第五屆《勁歌王》全球華人樂壇年度總選頒獎典禮：觀眾最愛華語經典金曲獎《飄雪》
- 第五屆《勁歌王》全球華人樂壇年度總選頒獎典禮：粤語金曲獎 《無名指》

### 2010年
- 《华语金曲奖30年经典评选“30年30歌”》：《千千闋歌》[1]

### 2011年
- 《麦王争霸·30年30曲粤语金曲》：《千千闋歌》

1. ↑  . mypaper.m.pchome.com.tw.   [2023-10-25]. （原始内容存档于2022-11-15）.